# شوما إشيغامي
شوما إشيغامي (باليابانية: 石上 将馬) (مواليد 30 مارس 2002) هو لاعب كرة قدم ياباني.

## وصلات خارجية
- شوما إشيغامي على موقع رابطة كرة القدم اليابانية للمحترفين (اليابانية)
- شوما إشيغامي على موقع Soccerway.com (الإنجليزية)